# George Eumorfopoulos
 (novembre 2017).
Si vous disposez d'ouvrages ou d'articles de référence ou si vous connaissez des sites web de qualité traitant du thème abordé ici, merci de compléter l'article en donnant les références utiles à sa vérifiabilité et en les liant à la section « Notes et références ».
George Eumorfopoulos, né le 18 avril 1863 à Merseyside, Liverpool et décédé le 19 décembre 1939 sur le Chelsea Embankment (en), à Londres, est un collectionneur et orientaliste britannique et d'origine grecque, ayant collectionné des objets d'art d'origines chinoise, coréenne et du Proche-Orient.
Il est notamment collectionneur des statues funéraires de la tombe de Liu Tingxun, dont il a fait don au British Museum.

## Biographie
Ses grands-parents avaient fui l'île grecque de Chios lors du massacre de sa population par l'armée ottomane en 1822.
Né à Mount Pleasant, Liverpool, le 18 avril 1863, fils d'Aristides George Eumorfopoulos et de Mariora Scaramanga. Il travaille dans une firme marchange, des Fères Ralli, où il s'élève ua poaste de vice-président avant de le quitter en 1934.
Il a d'abord collectionné des porcelaines du Moyen Âge européen, avant de commencer ses collections de porcelaines, bronzes archaïques et jades chinoises ainsi que des sculptures et peintures de ce pays.
Il est le fondateur de l'Oriental Ceramic Society dont il fut le premier président de 1921 à sa mort en 1939 et également membre du conseil du Victoria and Albert Museum.